# Henry Richard Vassal Fox
Lord Henry Richard Vassal Fox, tercer barón de Holland, (21 de noviembre de 1773 - 22 de octubre de 1840) fue un hombre de letras, político e hispanista inglés.

## Biografía
Lord Holland se enamoró de España cuando vino a ella en 1803 para reponer su salud. Se destacó como un gran defensor de las libertades públicas; sostenía las mismas ideas políticas que su célebre tío, Charles James Fox, (24 de enero de 1749 - 13 de septiembre de 1806), jefe de los Whigs; conoció a Melchor Gaspar de Jovellanos y desde entonces guardó una gran admiración por él.
Sostuvo un salón literario, político y artístico en Holland House (Holland Park), en Londres, donde acudían diputados, escritores y artistas; fue un gran amigo de Melchor Gaspar de Jovellanos, (Gijón, 5 de enero de 1744 - Puerto de Vega, Navia, 27 de noviembre de 1811) (incluso urdió un plan para liberarlo de su confinamiento en el Castillo de Bellver) y un gran aficionado a las cosas de España; protegió a José María Blanco White, (Sevilla, 11 de julio de 1775 - Liverpool, 20 de mayo de 1841), y le hizo bibliotecario de su palacio, y extendió esta protección a numerosos liberales españoles emigrados, como por ejemplo Antonio Alcalá Galiano, (Cádiz, 22 de julio de 1789 - Madrid, 11 de abril de 1865), o Agustín Argüelles Álvarez, (Ribadesella, 18 de agosto de 1776 - Madrid, 26 de marzo de 1844) . 

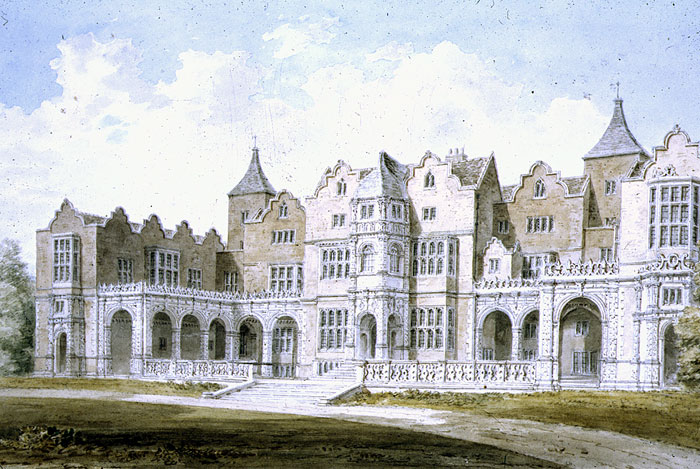
Holland House en un dibujo en 1812.

Su tertulia la frecuentaron personajes del Mundo Político y literario europeo y americano como el anglo-irlandés Arthur Wellesley, Duque de Wellington, (Dublín, Irlanda, 1 de mayo de 1769 - 14 de septiembre de 1852), George Gordon, lord Byron, (Londres, 22 de enero de 1788 – Missolonghi, Grecia, 19 de abril de 1824); Thomas Babington Macaulay, Leicestershire el 25 de octubre de 1800 - 28 de diciembre de 1859), Benjamin Disraeli, (Londres 21 de diciembre de 1804 - 19 de abril de 1881), Charles Dickens, (Portsmouth, Inglaterra, 7 de febrero de 1812 – Gadshill Place, 9 de junio de 1870), George Canning, (Londres 11 de abril de 1770 - 8 de agosto de 1827). William Lamb, primer ministro en 1834 y 1835 - 1841, (15 de marzo de 1779 – 24 de noviembre de 1848), John Allen, el poeta irlandés Thomas Moore, (Dublín, 28 de mayo de 1779 - Sloperton, 25 de febrero de 1852), Monk Lewis, obra sobre la Inquisición Española que le dio fama pero en realidad sinónimo literario de Matthew Gregory Lewis, (Londres, 9 de julio de 1775 - Viajero por Europa - Plantador en Jamaica - Océano Atlántico, de la fiebre amarilla, 14 de mayo de 1818), Dorothea Christophorona Von Bekendorf, princesa de Lieven; Washington Irving, (*Tarrytown, Wetschester, Nueva York, 3 de abril de 1783 - †ibíd. 28 de noviembre de 1859), Talleyrand, (*París, 2 de febrero de 1754 - †París, 17 de mayo de 1838), el antiesclavista y líder radical - social Henry Brougham, (Edinburgh, 19 de septiembre - Gran polémico sobre la matanza policial de Peterloo en Mánchester de agosto de 1819 - Propulsor del "Matrimomnial Causes Act" (Ley de 1857), en defensa de la vida financiera y herencias de casadas y divorciadas usada durante bastante más de 1 siglo en Inglaterra - 17 de mayo de 1868), el párroco episcopaliano Sydney Smith, (3 de junio de 1771, Woodford, Essex, England – 22 de febrero de 1845 en Londres), Heber, Walter Scott, (15 de agosto de 1771 - 21 de septiembre de 1832), Edward Bulwer Lytton, (25 de mayo de 1803 – 18 de enero de 1873), Jeffrey, Lord John Russell, parlamentario liberal, (Londres, 1792-Richmond Park, 1878), primer ministro 1846 - 1852) . Louise Eléonore Charlotte Adélaide d'Osmond, (1781-1866), Condesa de Boigne, Virginie Verasis de Castiglione, Charles Grey, 2º Earl Grey, primer ministro, (13 de marzo de 1764 -17 de julio de 1845), y un número de otras celebridades.
Su esposa, antes su veinteañera amante, Elisabeth Vassal, (1770 - 1845), con la que casó en julio de 1797 al divorciarse su anciano marido Sir Godfrey Webster, 4th Baronet (1719 – 1800), por adulterio de Elizabeth con Henry Richard Fox, y de la que intercaló el apellido Vassal en sus firmas de documentos, provenía de una familia inglesa descendiente de hugonotes perseguidos franceses y establecidos de plantadores en Jamaica.
Este ambiente social de los Holland, nos recuerda mucho el ambiente de Napoleón con la caribeña y luego esposa del "Águila Europea de Presa" Josefina de Beauharnais, (1763 - viuda en 1794 al ser guillotinado en París su marido Alexandre, Vizconde de Beauharnais - casa 1796 a los 32 años con El General de la République Napoleón Bonaparte, de unos 27 - 1814) novia otorgada al Gran Corso por los banqueros del Imperio, como Paul François Jean Nicolas Barras, (30 de junio de 1755- 29 de enero de 1829), proveedores de equipos, uniformes, armas y explosivos de la Nueva Francia Posrevolucionaria que lidera militarmente e Italia y Egipto mientras Josefina frecuenta los salones sociales parisinos.
Enamorados además del progresismo cultural y sociológico de Francia, ella y su marido protestaron por el encierro de Napoleón, (Ajaccio, 15 de agosto de 1769 - Santa Helena, 5 de mayo de 1821), en la Isla de Elba, entre la de Sardinia y Roma , más o menos, y luego en la Isla de Santa Elena , en mitad del Océano Atlántico. El emperador le quedó reconocido y le regaló una gran cama que le obsequió el papa. Su salón fue el más importante en Inglaterra durante el siglo XIX y su influjo político fue notable.
Este "afrancesamiento" con los fulgores imperiales republicanos de los "progresistas" europeos en Alemania, Italia, España... tiene su paradigma en las manifestaciones del filósofo alemán Georg Wilhelm Friedrich Hegel, (n. Stuttgart, 27 de agosto de 1770 – m. Berlín, 14 de noviembre de 1831), al referirse a la entrada de las tropas napoleónicas en Berlín en 1806 sobre "victoria del espíritu sobre la materia" contrarestada por las manifestaciones prusianas del filósofo alemán Johann Gottlieb Fichte, (Rammenau (Alemania), 19 de mayo de 1762 - Berlín, 27 de enero de 1814), en sus "Discursos a la nación alemana".
Nos parece que esta pugna Hegel - Fichte es un interesante paradigma que sirve de fondo para reflejar el auge de los nacionalismos de los "Estados" y las reivindicaciones nacionalistas de las "naciones componentes de los Estados" que permeará los siglos XIX y XX a nivel del planeta.
Le sucedió como 4º Barón su hijo primogénito Henry Edward Fox, (1802 - Nápoles 1859), educado en el Christ Church, Oxford. Diputado por Horsham en 1826-27 entró en el Servicio Diplomático en 1831, casando en 1833 mientras era Secretario de Legación en Turin, hoy en Italia, desde 1832 a 1835. Attaché en St Petersburg, Rusia, Secretario de la Embajada en Viena, Austria, de 1835 a 1838, y at the Embassy in Vienna from 1835-38, en la Confederación Germánica en 1838 y en Florencia durante 1839 - 1846. Muerto en Nápoles en 1859 sin hijos varones no hubo sucesión a los títulos.
Holland House, en el afluente distrito lomdunense de Kensignton fue destruida por las bombas alemanas en las incursiones de 1940 y 1941. Sus ruinas y parte de sus jardines se encuentran próximas a un albergue Juvenil y muy cerca de los famosos almacenes Harrods en donde a veces algunos españoles, a veces en exilio intelectual, reflexionamos sobre los exiliados liberales en Londres bajo Fernando VII mientras comemos al Sol en los Jardines del dicho albergue, imaginándolos comiendo los tentempiés y pastelillos de Henry Richard y Elizabeth, con migas en sus barbas como los pícaros del Lazarillo de Tormes.
Las envidias y los chismes palaciegos por el matrimonio de Manuel Godoy con María Teresa de Borbón y Vallabriga, sobrina "morganática" de Carlos III y prima hermana por tanto del Rey Carlos IV, esposo de otra propia prima carnal, María Luisa de Parma, con la hija legítima del Infante Real Luis Antonio de Borbón y Farnesio, "El Cardenal Infante", y María Teresa de Vallabriga y Rozas, hija de los Condes de Torresecas, así como su posterior reconocimiento como "Infanta Real" por su bondadoso primo el Rey Carlos IV, son derivados del Embajador Republicano Francés Charles Jean Alquier, (1752 - 1826), nombrado Embajador en España por Talleyrand en París, el 9 frimaire an VIII (30 de noviembre de 1799).
Este Alquier, ("corre ve y dile" bastante tomatero en la Corte Madrileña), y gentes como Juan de Escóiquiz, el príncipe Fernando, heredero del trono, nacido en 14 de octubre de 1784, cinco años antes de que fuera por fin coronada su madre, 5.º varón y 9.º o 10.º hijo/hija, primero de los varones en llegar a adulto, y pintores como el aragonés Francisco de Goya, sirvieron para destrozar la reputación sexual del campechano Borbón Carlos IV, del propio Godoy y de la Reina Consorte María Luisa, que tuvo no menos de 24 gestaciones (incluyendo en estas bastantes abortos) hasta más de los 47 años de edad, ya para entonces desdentada.
No es raro pues y hay que atenerese a los escritos, que Elizabeth Vassal, Lady Holland, registre pese a todo, que el último hijo viable habido por la Reina, a los 47 años de edad, en 1794, el Infante Francisco de Paula de Borbón, luego suegro de la Reina Isabel II de España al que siguieron 2 abortos más, tenía un "indecente parecido con Godoy". 
Como hispanista se debe a Henry Richard Vassal Fox una Life of Lope de Vega (1806), y Some Account of the Life and Writings of Lope de Vega Carpio and Guillén de Castro (1817). Hizo además notables traducciones de comedias del Siglo de Oro y es autor de una Historia de los Whigs. Su esposa, lady Elisabeth, escribió The Spanish Journal, editado en Londres en 1910.